# محمدرضا آقاسی
محمدرضا آقاسی (زاده ۲۴ فروردین ۱۳۳۸ — درگذشته ۳ خرداد ۱۳۸۴) شاعر آئینی - مذهبی شیعه اهل ایران بود. وی ظاهر درویش‌مسلکانه داشت.
وی از مخالفان سرسخت ریاست جمهوری سید محمد خاتمی بود.

## زندگی
محمدرضا آقاسی متولد ۲۴ فروردین ۱۳۳۸ در تهران بود و پدر و مادرش اصالتاً از روستاهای ارنگه از توابع شهرستان کرج بودند. پدر او معلم قرآن بود و به‌طور خانوادگی به اشعار مذهبی علاقه داشتند. شعرهای او دارای مضامین شیعی و بعضاً نقدهای اجتماعی بود.
وی به دلیل اختلافات زیاد با معلمان و ناظم مدرسه‌اش ادامهٔ تحصیل نداد و به مدرک سوم راهنمایی بسنده کرد.
او شعرسرایی را در سال‌های ۱۳۵۱ و ۱۳۵۲ آغاز کرد و فعالیت رسمی‌اش در این حوزه بعد از پایان جنگ ایران و عراق و در سال ۱۳۶۸ شروع شد. او با آغاز جنگ به جبهه رفت و در ۴۶ سالگی، به علت بیماری قلبی-عروقی در تاریخ ۳ خرداد ۱۳۸۴ در بیمارستان مرکز قلب تهران درگذشت. محمود احمدی‌نژاد در تشییع جنازه محمدرضا آقاسی شرکت کرد.

## حرفه و سبک
او اولین شعرهای خود را در سال‌های ۱۳۵۱ و ۱۳۵۲ گفت و بعد از انقلاب از مهرداد اوستا، نویسنده و شاعر معاصر ایرانی درس آموخت.
آقاسی قبل از انقلاب، در سال‌های ۱۳۵۵ و ۱۳۵۶ به عضویت انجمن‌های ادبی آن زمان درآمد و بعد از انقلاب نیز از اساتیدی چون مهرداد اوستا و یوسفعلی میرشکاک استفاده نمود.
آقاسی به مثنوی مولوی و دیگر کتاب قدما مانند حکیم طوس، خاقانی و بزرگان ادبیات پارسی دلبستگی داشت. گفته شده ظاهر خاص و درویش بودن او باعث شده بود از حوزه هنری اخراج شود. او بعضاً در شعرهای خود به عملکرد مسئولین بعد از جنگ انتقاد می‌کرد. به گفته دوستانش همیشه لباس ساده می‌پوشید و سعی می‌کرد مثل مردم باشد.

شعرهای او دارای مضامین شیعی و بعضاً نقدهای اجتماعی بود. آقاسی در شعر خود می‌کوشید با زبانی ساده اما با تکیه به منابع شیعه، با مخاطب عام ارتباط برقرار کند. او در بخشی از زندگی‌نامه‌اش با اشاره به شعر آئینی و رسالت آن می‌گوید:
وقتی نسبت شعر را با شعور بخواهی پیدا کنی، می‌بینی حلقه رابط در این نسبت درد است و دردمندی، منتها هر دردی فی‌نفسه موجب شرافت صاحب آن نمی‌شود. خیلی شاعرنما داریم که دم به دقیقه از درد شکم و اسافل اعضا می‌نالند. اما آیا این دردها ارزشی دارند؟